# Stai fresco, Scooby-Doo!
Stai fresco, Scooby-Doo! (Chill Out, Scooby-Doo!) è un film di animazione per l'home video del 2007 diretto da Joe Sichta.
Prodotto dalla Warner Home Video, è stato distribuito negli Stati Uniti il 4 settembre 2007 e in Italia il 25 settembre 2007. Fu l'ultima produzione in assoluto di Iwao Takamoto, poiché morì l'8 gennaio 2007, durante la produzione del film. Inoltre fu l'ultimo film direct-to-video di Scooby-Doo in cui Joseph Barbera era coinvolto (ma non era dedicato a lui, invece, il film Tom & Jerry e la favola dello schiaccianoci riportava una dedica a lui).

## Trama
Durante una spedizione di arrampicata sull'Himalaya alla ricerca di Shangri-La, il professor Jeffries, un professore universitario, viene guidato dal suo sherpa, Pemba, su un punto alto di una montagna utilizzando un'antica tavoletta. Pemba si rifiuta di condurre Jeffries in un territorio proibito, poiché ciò costituirebbe un'intrusione nel territorio dell'Abominevole Uomo delle Nevi. Jeffries, che sembra tenere più alla spedizione che alla loro sicurezza, decide di tagliare la corda e proseguire da solo. Non appena Jeffries scompare dalla vista, Pemba vede la sagoma di una grande creatura davanti a lui.
Nel frattempo, Fred, Daphne e Velma sono in vacanza a Parigi. Daphne più tardi è delusa quando Fred ha un cellulare e Velma ha dei giornali da leggere. Velma scopre che l'abominevole uomo delle nevi, uno yeti che si ritiene esista nell'Himalaya, ha infestato il Monte Everest. Tuttavia, Scooby-Doo e Shaggy non sono ancora arrivati e la banda si chiede dove siano. Shaggy e Scooby sono su un piccolo aereo che pensano andrà a Parigi, ma in realtà andrà sull'Himalaya per lasciare Alphonse LaFleur, un cacciatore e trapper francese. LaFleur vuole trovare e uccidere il pupazzo di neve e sta portando con sé Shaggy e Scooby come esca. LaFleur quindi rinchiude Shaggy e Scooby con la sua attrezzatura e li lancia giù dall'aereo. Shaggy, rendendosi conto che non andranno a Parigi, riesce a fare una breve telefonata a Fred prima che il telefono si muova. Fred usa il GPS del suo telefono per seguirli. Scopre che sono sull'Himalaya e l'abominevole uomo delle nevi ha avvistato lì e poi lui, Daphne e Velma si dirigono verso l'Himalaya per trovarli.
Nel frattempo, Shaggy e Scooby riescono ad atterrare vicino a un piccolo villaggio sulla montagna, dove attualmente si trovano il professor Jeffries e Pemba dopo essere fuggiti dal pupazzo di neve. Molti degli altri abitanti del villaggio se ne vanno, temendo la creatura e la sua ira. Shaggy e Scooby vanno dall'Alto Lama per chiedere un telefono per chiamare i loro amici. L'Alto Lama, che dice loro che c'è solo un telefono sulla stazione meteorologica nelle vicinanze. Shaggy e Scooby scoprono una stanza nel villaggio con una statua del pupazzo di neve che regge un cristallo molto grande, che l'Alto Lama dice che protegge gli abitanti del villaggio dai poteri dell'abominevole pupazzo di neve, e il professor Jeffries si interessa al cristallo. Incontrano poi la sorella di Pemba, Minga, che ha deciso di restare nel villaggio. Pemba le dice di lasciare il villaggio e lui, Shaggy, Scooby e Jeffries (che dice che tutti dovrebbero restare uniti), decidono di andare alla stazione meteorologica per contattare il resto della banda. LaFleur arriva e decide di accompagnarli.
Mentre viaggiano, Minga corre verso di loro e dice di aver sentito alla radio che si sta avvicinando una grande tempesta. Shaggy si chiede come possa esserci una ricezione radio così in alto, e Pemba gli dice che non c'è, dato che è solo l'uomo della stazione meteorologica che finge di essere un DJ. Pemba si rende conto che Minga ha una cotta per il meteorologo e deduce che si sta unendo a loro solo come scusa per incontrarlo. Minga lo nega e spiega che sta davvero arrivando una tempesta. Tutti alzano lo sguardo e vedono una nuvola scura e decidono di accamparsi per aspettare che la tempesta finisca. Durante la notte, Jeffries esce dalla tenda e parte con la sua slitta, piena di tritolo e altri esplosivi. Qualche tempo dopo, il pupazzo di neve attacca Shaggy e Scooby. LaFleur cerca di catturare il pupazzo di neve, ma fallisce quando tutte le sue trappole si ritorcono contro il pupazzo di neve, lavorando invece su di lui. Scooby e Shaggy riescono a perdere il pupazzo di neve ma si perdono loro stessi. Tuttavia, sono sollevati nel vedere uno spazzaneve avvicinarsi a loro. Nello spazzaneve c'è Del Chillman, che la banda aveva già incontrato durante il mistero di Loch Ness. Del li porta alla stazione meteorologica, dove lavora. Chillman dice loro che ha deciso di accettare il lavoro in modo da poter scoprire se la leggenda della creatura è vera. Rivela anche di essere il DJ/meteorologo. Aveva la radio solo per fare le previsioni del tempo, ma mette delle canzoni per passare il tempo.
Nel frattempo, Fred, Daphne e Velma sono in viaggio verso il villaggio. Daphne dice a Fred che si sono persi e stanno prendendo una scorciatoia attraverso la Mongolia. Velma dice a Fred che è abominevole dopo che Fred ha commesso un errore abominevole. Velma dice a Daphne che lo yeti è la parola usata dalla gente del posto dell'Himalaya per descrivere la creatura. Velma dice a Fred che non è subliminale ed è abominevole. Successivamente arrivano al villaggio, che è completamente deserto. Seguono le tracce di Shaggy e vedono dove il gruppo si è accampato la notte prima, e anche le impronte del pupazzo di neve. Velma nota che non sono molto immersi nella neve. Trovano Pemba, che è stata catturata da una delle trappole di LaFleur. Minga non si trova da nessuna parte e Jeffries è ancora scomparso, quindi la banda decide di dividersi e cercare tutti gli altri. Alla stazione meteorologica, Del esce a cercare gli altri. Una volta che se ne va, appare il pupazzo di neve e attacca Shaggy e Scooby. Mentre scappano, LaFleur si presenta, cerca di catturare la creatura e lotta per salvare Shaggy e Scooby, ma fallisce e cade da un dirupo, apparentemente mortalmente. Scooby e Shaggy riescono a scappare e trovano la strada per il regno perduto di Shangri-La, ma vengono inseguiti dal pupazzo di neve.
Del raggiunge il resto della banda, ma scopre che la stazione meteorologica è distrutta e mancano alcuni serbatoi di elio. Mentre Scooby e Shaggy camminano per la città, appare l'abominevole uomo delle nevi e li insegue. Daphne e Pemba trovano una grande grotta ed entrano, e concludono che è lì che vive il pupazzo di neve. Trovano anche una custodia di elio vuota. Shaggy e Scooby perdono di nuovo il pupazzo di neve e tutti si incontrano in una vecchia miniera, ognuno proveniente da una direzione diversa. Lì, vedono Jeffries che estrae cristalli come quello sulla statua dello Yeti. Lo catturano e concludono che sia il pupazzo di neve, anche se lui lo nega. Poi appare il pupazzo di neve e insegue tutti, mentre Jeffries si libera e li segue. Il pupazzo di neve insegue Shaggy, Scooby e Jeffries attraverso le caverne e giù per la montagna. Jeffries tenta di portare i cristalli nel carro da miniera su cui stanno viaggiando Scooby e Shaggy. Il resto della banda prepara una trappola per il pupazzo di neve, ma Shaggy, Scooby e Jeffries rimangono intrappolati. Una valanga innescata da uno dei bastoncini di TNT del Professor Jeffries parte durante l'inseguimento e quasi schiaccia Velma e Del, ma il pupazzo di neve li salva all'ultimo momento. Si scopre che il pupazzo di neve è Minga, che è stato dietro il mistero fin dall'inizio. Ha usato l'elio per volare, il che ha fatto sì che le impronte non fossero così profonde. Minga confessa di averlo fatto in modo che Del non se ne andasse e smettesse di trasmettere il suo programma radiofonico (anche il suo modo di ammettere di provare dei sentimenti per Del). Del è toccato da ciò che dice Minga e lo trova romantico. Jeffries viene portato in prigione perché stava estraendo illegalmente i cristalli. Il gruppo si chiede se esista davvero un pupazzo di neve, ma poi appare LaFleur e dice loro che qualcosa lo ha salvato dalla caduta e lo ha portato al villaggio (presumibilmente il vero pupazzo di neve).
La banda, insieme a Del e Minga (che ora sono fidanzato e fidanzata), tornano a Parigi per le vacanze. Sfortunatamente, Fred prende l'aereo sbagliato e finisce in Amazzonia. Chiama Shaggy e la banda, insieme a Del e Minga, lasciano Parigi per recuperarlo.

## Prequel
Alla fine del film Scooby-Doo e i pirati dei Caraibi il padre di Fred promette, scherzando, ai ragazzi, una vacanza in montagna l'anno successivo, ma Shaggy scherza consigliando di evitare un incontro con uno yeti. Questo film, realizzato l'anno successivo, rappresenta infatti una vacanza in montagna con tanto di incontro con uno yeti. Quindi, di fatto, il film Scooby-Doo e i pirati dei Caraibi rappresenta un prequel di questo film.